# Vórtice en forma de herradura

Un vórtice en forma de herradura causado por una distribución de sustentación uniforme (puramente teórica) sobre el ala de un avión. También se muestra el vórtice inicial

Cualquier cambio en la distribución de la sustentación a lo largo de la envergadura hace que se forme un vórtice de salida, según la teoría de la línea de sustentación. También se muestra el vórtice inicial.

Una distribución de sustentación realista provoca el desprendimiento de un complejo patrón de vorticidad detrás de la aeronave.

El modelo de vórtice en forma de herradura es una representación simplificada del sistema de vórtices presente en el flujo de aire alrededor de un  ala. Este sistema de vórtices se modela mediante el vórtice de unión (unido al ala) y dos  vórtices de punta de ala, por lo que tiene una forma que recuerda vagamente a una herradura. Un vórtice inicial se desprende cuando el ala comienza a moverse a través del fluido, que se disipa bajo la acción de la viscosidad, al igual que los vórtices de arrastre que se encuentran muy por detrás del avión.
El flujo descendente está asociado a la resistencia inducida y es un componente del sistema de vórtices de fuga.
El modelo de vórtice de herradura no es realista, ya que implica una circulación uniforme y, por tanto, según el Teorema de Kutta-Yukovski, una sustentación uniforme en todas las secciones de la envergadura. En un modelo más realista, la  teoría de la línea de sustentación, la fuerza del vórtice varía a lo largo de la envergadura del ala, y la pérdida de fuerza del vórtice se desprende como una lámina de vórtices a lo largo del borde de fuga, en lugar de una única estela en las puntas de las alas. No obstante, el modelo de vórtice de herradura más sencillo utilizado con una envergadura efectiva reducida pero con la misma circulación en el plano medio proporciona un modelo adecuado para los flujos inducidos lejos de la aeronave.
El término vórtice de herradura también se utiliza en ingeniería eólica para describir el patrón de flujo creado por vientos fuertes alrededor de la base de un edificio alto.  Este efecto se ve amplificado por la presencia de un edificio de poca altura justo a barlovento. Este efecto se estudió en el Building Research Establishment del Reino Unido entre 1963 y 1973 y la causa del efecto se describe en los libros de texto contemporáneos de ingeniería eólica.
En hidrodinámica, se forma una especie de vórtice de herradura en torno a los cuerpos de los faros en el agua, por ejemplo, alrededor de los pilares de los puentes. Pueden provocar la socavación de los materiales del lecho tanto en aguas arriba como en aguas abajo del muelle.[cita requerida]
En la naturaleza, un vórtice de herradura puede provocar la formación de una nube de herradura.